# Bogusława Pietkiewicz
Bogusława Marcinkowska-Pietkiewicz-Treco (ur. 16 sierpnia 1944 we wsi Radość na Podlasiu, zm. 27 stycznia 2012 w USA) – polska skoczkini do wody, tłumaczka, olimpijka z Meksyku 1968.
Zawodniczka stołecznych klubów MKS Pałac Młodzieży i AZS Warszawy. Uprawianie sportu rozpoczęła w roku 1958. Była mistrzynią Polski w skokach z trampoliny w latach 1961, 1965–1966 oraz w skokach z wieży w latach 1961–1962, 1965–1968.
Mistrzyni w skokach z trampoliny i wicemistrzyni w skokach z wieży letniej Uniwersjady w 1965 roku.
Na igrzyskach olimpijskich w 1968 wystartowała w skokach z trampoliny 3-metrowej zajmując 20. miejsce oraz w skokach z wieży zajmując 5. miejsce.
Po igrzyskach olimpijskich w Meksyku pozostała za granicą.